# Parti d'Australie-Occidentale
Le Parti d'Australie-Occidentale (The Western Australian Party (WAP) en anglais) est un parti politique australien éphémère qui n'a fonctionné qu'en 1906. Il a été conçu comme un parti libéral chargé de tenter de s'opposer au succès croissant du parti travailliste et attiré ses partisans du parti protectionniste et du parti anti-socialiste. John Forrest, ministre du gouvernement fédéral d'Alfred Deakin, accepta la direction du parti. Des candidats -dont Forrest- furent choisis dans toutes les circonscriptions pour les élections fédérales de 1906 mais au moment des élections, l'enthousiasme pour le parti était retombé et Forrest lui-même ne se présenta pas sous sa bannière. Toutefois, le parti eut un membre élu, William Hedges, comme député de Fremantle; Hedges resta officiellement membre du WAP mais il siégea comme indépendant et, comme Forrest, rejoignit le Parti libéral du Commonwealth au moment de sa formation. 